# Tevfik Sağlam

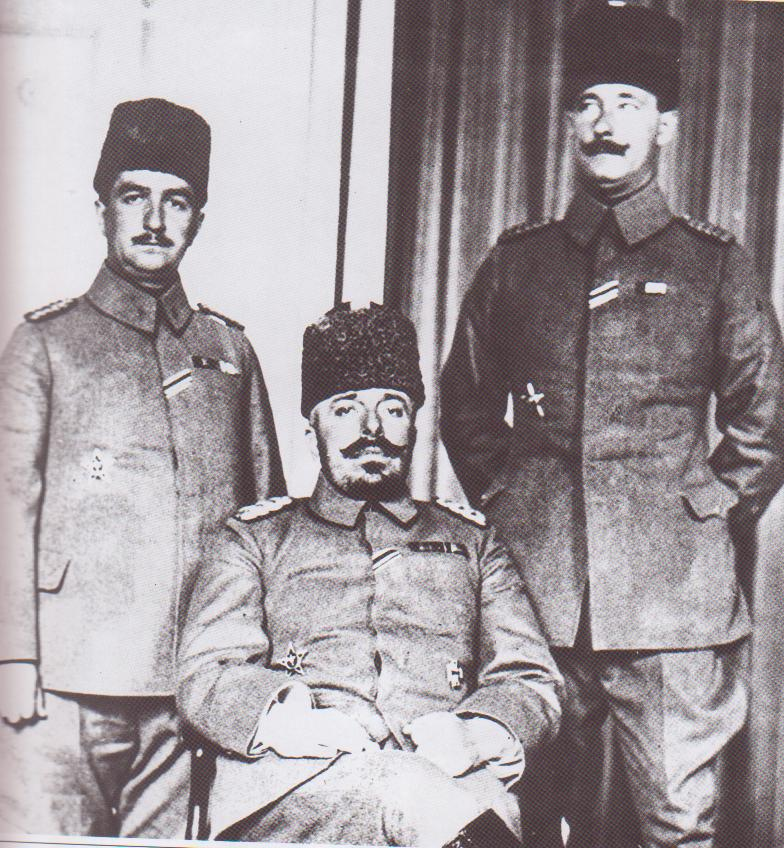
Tevfik Sağlam (Mitte)

Tevfik Sağlam Pascha (eigentlich Ali Tevfik Salim; * 27. Mai 1882 in Istanbul; † 11. Juli 1963 ebenda) war ein philanthropischer türkischer General („Pascha“) und der erste Präsident der Ärztekammer Istanbuls.

## Leben
Im Jahre 1891 trat er in eine militärische Schule des Osmanischen Reiches ein und beendete dort 1903 im Dienstrang eines Hauptmanns sein Studium zum Doktor der Medizin. 1915 wurde er Zweiter Oberarzt der 2. Division, noch im gleichen Jahr wurde er zum Oberarzt der 3. Division befördert. Im Jahr 1917 kam seine Beförderung zum Oberst. Im Ersten Weltkrieg waren Typhus und Cholera in der osmanischen Armee und Bevölkerung weit verbreitet. Sağlams Bemühungen, zusammen mit Tevfik İsmail Gökçe unter einfachsten Bedingungen Impfstoffe herzustellen, fanden nicht nur Anerkennung in der internationalen Wissenschaft, sondern halfen mit, die Zahl der Todesfälle deutlich zu senken. 1959 sollten seine Erinnerungen an die Zeit in der 3. Division als Buch veröffentlicht werden. Nach der Kriegsniederlage 1918 lehrte er an der Medizinisch-militärischen Fakultät. In Samsun schloss er sich 1919, nach Einladung, den Männern um Atatürk an. 1921 arbeitete er in Ankara im Gesundheits-Direktorat des Verteidigungsministeriums. Die Stelle des medizinischen Leiters des Krankenhauses für Innere Krankheiten in Izmir nahm er 1923 an.
Im gleichen Jahr wurde er Professor und Chefarzt des  Universitätskrankenhauses Gülhane. 1927 wurde er noch einmal vom Verteidigungsministerium einberufen und zum General und Medizinischen Direktor befördert. Tevfik Sağlam wurde dann im Jahr 1929 zum ersten Präsidenten der Ärztekammer Istanbuls gewählt. Bis 1933 war er zusätzlich Mitglied des Istanbuler Landtages. Nach der Universitätsreform 1933 wurde er Dekan der Universität von Istanbul. 1934 wurde er nach Meinungsverschiedenheiten mit dem damaligen Gesundheitsminister entlassen. 1936 wurde er ins Beratergremium des Gesundheitsministeriums gewählt. 1939 wurde er Klinikchef des 3. Krankenhauses für innere Krankheiten und bekam seine Professur wieder zurück und war von 1943 bis 1946 Direktor der Universität von Istanbul. Die Aufgaben seiner Professur nahm er bis zu seiner Pensionierung am 27. Mai 1952 wahr. Seine Arbeiten zur Leberbiopsie und zu den Leberenzymen fanden auch außerhalb der Türkei Beachtung in der Medizin. Er wird auch zu den Architekten der Gesetzgebung zur Universitätsunabhängigkeit gezählt. Mit der finanziellen Hilfe seiner Frau Naile Sağlam gründete er ein nach ihr benanntes Tuberkuloseinstitut. Außerdem gründete er den Verein zur Bekämpfung der Tuberkulose. Nach seinem Tod vermachte er das von seiner Frau Naile Sağlam (geb. Merter) ererbte Vermögen dem Verein zur Bekämpfung der Tuberkulose. Unter der Nachlassenschaft waren ausgedehnte Ländereien und auch die Ziegelfabrik Haznedar Tuğla in Istanbul. Merter.
In Beyoğlu, Istanbul gibt es eine nach ihm benannte Grundschule.

## Trivia
Tevfik Sağlam war der Schwager des Widerstandskämpfers Ahmet Muhtar Merter.